# Wäldle (Balderschwang)
Wäldle (mundartlich: Weldli, Weldlə) ist ein Gemeindeteil der Gemeinde Balderschwang im bayerisch-schwäbischen Landkreis Oberallgäu.

## Geographie
Das Dorf liegt circa einen Kilometer östlich des Hauptorts Balderschwang im Vorderen Bregenzerwald am Fuße des Siplinger Kopfs. Südlich der Streusiedlung fließt die Bolgenach.

## Ortsname
Der Ortsname stammt vom frühneuhochdeutschen Wort wäldl(e)in für kleiner Wald, somit bedeutet der Ortsname (Siedlung) an/bei einem kleinen Wald.

## Geschichte
Wäldle wurde erstmals urkundlich im Jahr 1642 mit dem Vorsäß am Wäldlin erwähnt. Im Jahr 1783 wurde in Wäldle eine Alpe genannt. 1808 wurden sechs Anwesen in Wäldle gezählt.